# Пауліна Сепульведа
Пауліна Сепульведа (ісп. Paulina Sepúlveda; нар. 15 вересня 1968) — колишня чилійська тенісистка.
Найвищу одиночну позицію світового рейтингу — 346 місце досягла 5 липня 1993, парну — 377 місце — 7 червня 1993 року.

## Фінали ITF

### Одиночний розряд (2–1)
| Результат | Ранг | Дата            | Турнір             | Покриття | Суперниця      | Рахунок  |
| --------- | ---- | --------------- | ------------------ | -------- | -------------- | -------- |
| Поразка   | 1.   | 13 вересня 1992 | Каракас, Венесуела | Ґрунт    | Сумара Пассус  | 1–6, 3–6 |
| Перемога  | 1.   | 28 вересня 1992 | Ліма, Перу         | Ґрунт    | Магалі Бенітес | 6–1, 6–4 |
| Перемога  | 2.   | 18 жовтня 1992  | Сантьяго, Чилі     | Ґрунт    | Нінфа Марра    | 6–4, 6–3 |

### Парний розряд (2–0)
| Результат | Ранг | Дата              | Турнір                  | Покриття | Партнерка     | Суперниці                                  | Рахунок       |
| --------- | ---- | ----------------- | ----------------------- | -------- | ------------- | ------------------------------------------ | ------------- |
| Перемога  | 1.   | 13 жовтня 1991    | Сантьяго, Чилі          | Ґрунт    | Паула Кабесас | Елене Капплер Елеонора Вельянте            | 7–5, 2–6, 6–4 |
| Перемога  | 2.   | 29 листопада 1992 | Буенос-Айрес, Аргентина | Ґрунт    | Паула Кабесас | Маріана Рандруп Гретель Гонсалес-Глансманн | 6–2, 6–1      |